# Архитектура Токио
Архитектура Токио неразрывно связана с его историей. В период новейшей истории столица дважды подвергалась разрушению: сначала в результате Великого землетрясения Канто 1923 года, затем после массовых бомбардировок Второй мировой войны. Вследствие этого современный городской пейзаж Токио представляет собой сочетание современной архитектуры и традиционных элементов японского зодчества, отражая динамичное развитие города. Архитектура Токио также тесно связана с японской культурой и традициями.

## Примечательные здания
- Небесное дерево Токио[3]
- Телевизионная башня Токио
- Радужный мост
- Здание Парламента Японии
- Национальная гимназия Ёёги
- Токийское столичное правительственное здание
- Токийский международный выставочный центр[англ.]
- Пивной Коридор Асахи Филипа Старка
- Красное кирпичное здание станции Токио
- Токийский международный форум
- Роппонги-хиллз

## Галерея
- Токийское столичное правительственное здание
- Здание Парламента Японии
- Небесное дерево Токио
- Красное здание на станции Токио
- Национальная гимназия Ёёги
- Роппонги-хиллз (вид с Телевизионной башни Токио)